# Sundaroa
Sundaroa is een geslacht van vlinders van de familie spinneruilen (Erebidae), uit de onderfamilie Lymantriinae.

## Soorten
- S. calesia Swinhoe, 1902
- S. celaenostola Collenette, 1932
- S. cheyi Holloway, 1999
- S. flaveofusca Swinhoe, 1902
- S. mirma Swinhoe, 1903
- S. sexmacula Swinhoe, 1903
- S. transflava Holloway, 1976